# Arrondissement administratif d'Alost
L’arrondissement administratif d'Alost (en néerlandais : arrondissement Aalst) est un des six arrondissements administratifs de la province belge de Flandre-Orientale, situés en Région flamande.
Il compte un peu plus de 300 000 habitants et est rattaché à l'arrondissement judiciaire de Termonde.

## Histoire
L’arrondissement administratif d’Alost date de 1818 lors de la création de celui-ci par la fusion de cantons provenant de l’arrondissement administratif d'Audenarde et de l’arrondissement administratif de Termonde.

## Communes et leurs sections

### Communes
- Alost (Aalst)
- Denderleeuw
- Erpe-Mere
- Grammont (Geraardsbergen)
- Haaltert
- Herzele
- Lede
- Ninove
- Hautem-Saint-Liévin (Sint-Lievens-Houtem)
- Zottegem

### Sections
- Aaigem
- Alost (Aalst)
- Appelterre-Eichem
- Aspelare
- Audenhove-Saint-Géry (Sint-Goriks-Oudenhove)
- Audenhove-Sainte-Marie (Sint-Maria-Oudenhove)
- Baardegem
- Bambrugge
- Bavegem
- Borsbeke
- Burst
- Denderhautem (Denderhoutem)
- Denderleeuw
- Denderwindeke
- Elene
- Erembodegem
- Erondegem
- Erpe
- Erwetegem
- Grammont (Geraardsbergen)
- Gijzegem
- Godveerdegem
- Goeferdinge
- Grimminge
- Grotenberge
- Haaltert
- Heldergem
- Herdersem
- Herzele
- Hillegem
- Hofstade
- Iddergem
- Idegem
- Impe
- Kerksken
- Lede
- Leeuwergem
- Letterhoutem
- Lieferinge
- Meerbeke
- Meldert
- Mere
- Moerbeke
- Moorsel
- Nederboelare
- Nederhasselt
- Neigem
- Nieuwenhove
- Nieuwerkerken
- Ninove
- Okegem
- Onkerzele
- Oombergen
- Oordegem
- Ophasselt
- Ottergem
- Outer
- Overboelare
- Pollare
- Ressegem
- Schendelbeke
- Saint-Antelinkx ( Sint-Antelinks)
- Essche-Saint-Liévin (Sint-Lievens-Esse)
- Hautem-Saint-Liévin (Sint-Lievens-Houtem)
- Smeerebbe-Vloerzegem
- Smetlede
- Steenhuize-Wijnhuize
- Strijpen
- Velzeke-Ruddershove
- Viane
- Vlekkem
- Vlierzele
- Voorde
- Waarbeke
- Wanzele
- Welle
- Woubrechtegem
- Zandbergen
- Zarlardinge
- Zonnegem
- Zottegem

## Évolution démographique
Évolution du chiffre de la population
- Source:INS - De:1831 à 1970=recensement de la population au 31 décembre; depuis 1980= population au 1er janvier[1]